# 莫利奈·森
莫利奈·森 ( 1923年5月14日 - 2018年12月30日）是印度孟加拉语、印地语和泰卢固语电影导演和编剧。 森曾獲得十八项印度國家電影獎。印度政府授予他莲花装勋章，法国政府授予他藝術與文學勳章，俄罗斯政府则授予他友谊勋章。森還獲得达达萨赫布·法尔克奖。 